# 平田正判
平田 正判（ひらた まさちか、1891年（明治24年）2月11日 - 1960年（昭和35年）7月17日）は、大日本帝国陸軍軍人。最終階級は陸軍中将。功四級

## 経歴
1891年（明治24年）に島根県で生まれた。陸軍士官学校第25期、陸軍大学校第34期卒業。アメリカ駐在を経て、1936年（昭和11年）8月1日に陸軍歩兵大佐進級と同時に駐米武官に着任。1938年（昭和13年）4月8日に参謀本部附を経て、7月15日に台湾歩兵第2連隊長に就任し、日中戦争に出動。
1939年（昭和14年）3月9日に陸軍少将進級と同時に陸軍習志野学校幹事に就任。同年9月30日に北支那方面軍参謀副長に転じ、1941年（昭和16年）3月1日には陸軍公主嶺学校幹事に着任。11月6日には陸軍中将に進級し、第61独立歩兵団長（東部軍）に就任。1942年（昭和17年）8月に東部軍司令部附を経て、1943年（昭和18年）3月1日に留守第51師団長に就任。1944年（昭和19年）1月7日に第22師団長（第23軍）に親補され、中国戦線に復帰。大陸打通作戦に参加し、南寧から仏印に侵攻した。その後、第18方面軍隷下に編入され、終戦時はバンコクに位置した。
1947年（昭和22年）11月28日、公職追放仮指定を受けた。